# 长胜南街道
长胜南街道，是中华人民共和国新疆维吾尔自治区乌鲁木齐市沙依巴克区下辖的一个街道办事处。
2013年，乌鲁木齐市人民政府批复同意设立长胜南街道办事处。

## 行政区划
长胜南街道下辖以下地区：
弘泰东社区、弘泰西社区、物流园北社区、物流园南社区、薛家槽东社区、薛家槽西社区、薛家槽南社区和薛家槽北社区。